# Мікеле Каніні
Мікеле Каніні (італ. Michele Canini, нар. 5 червня 1985, Брешія) — італійський футболіст, що грав на позиції центрального захисника, зокрема за «Кальярі», а також молодіжну збірну Італії.

## Клубна кар'єра
Народився 5 червня 1985 року в місті Брешія. Вихованець футбольної школи клубу «Аталанта».
2004 року для набуття ігрового досвіду був відправлений в оренду до третьолігового «Самбенедеттезе». Наступного року молодим центральним оборонцем зацікавився «Кальярі», керівництво якого домовилося з «Аталантою» про викуп половини прав на нього. Після сезону 2005/06, в якому новачок мав постійне місце в «основі» сардинської команди, «Кальярі» повністю викупив його контракт за додаткові 1,5 мільйона євро. Загалом протягом семи сезонів був основним центральним оборонцем «Кальярі», за винятком сезону 2006/07, більшу частину якого пропустив, заліковуючи травму.
Влітку 2012 року за 2,9 мільйона євро перейшов до «Дженоа». Уклав з генуезцями чотирирічний контракт, проте вже за пів року повернувся до рідної «Аталанти», яка в січні 2013 року підписала зі своїм вихованцем контракт на 4,5 року, викупивши половину економічних прав на нього. Влітку 2014 року клуб викупив і решту прав на гравця. Попри це стати важливим елементом захисної ланки «Аталанти» Каніні не зумів. Провівши за рік 20 ігор Серії A за рідну команду, був відданий в оренду до «К'єво», а ще за пів року — до японського «Токіо».
Відігравши за японську команду протягом року лише 12 матчів у всіх турнірах, повернувся на батьківщину, де й далі виступав на орендних умовах, проте вже на нижчому рівні — за друголіговий «Асколі», а згодом за представників третього дивізіону «Парму» і «Кремонезе». 
2018 року, після завершення контракту з «Аталантою», уклав угоду з третьоліговим «Феральпісало», а завершив ігрову кар'єру 2019 року виступами на тому ж рівні за «Перголеттезе».

## Виступи за збірні
2001 року дебютував у складі юнацької збірної Італії (U-16). Згодом пройшов через юнацькі збірні усіх вікових категорій, загалом на юнацькому рівні взявши участь у 31 іграх і відзначившись двома забитими голами.
У складі збірної U-20 був учасником молодіжної першості світу 2005, де забив один з голів італійців у чвертьфінальній грі проти Марокко, яку вони, утім, програли за післяматчевими пенальті, припинивши боротьбу на цій стадії змагання.
Протягом 2005–2007 років залучався до складу молодіжної збірної Італії. Був учасником молодіжних Євро-2006 і Євро-2007.

## Статистика виступів

### Статистика клубних виступів
| Сезон                 | Команда               | Чемпіонат             | Чемпіонат | Чемпіонат | Національний кубок | Національний кубок | Національний кубок | Континентальні кубки | Континентальні кубки | Континентальні кубки | Інші змагання | Інші змагання | Інші змагання | Усього | Усього |
| Сезон                 | Команда               | Ліга                  | Ігор      | Голів     | Ліга               | Ігор               | Голів              | Ліга                 | Ігор                 | Голів                | Ліга          | Ігор          | Голів         | Ігор   | Голів  |
| --------------------- | --------------------- | --------------------- | --------- | --------- | ------------------ | ------------------ | ------------------ | -------------------- | -------------------- | -------------------- | ------------- | ------------- | ------------- | ------ | ------ |
| 2004–05               | «Самбенедеттезе»      | C1                    | 31+2      | 0         | КІ-C               | 0                  | 0                  | -                    | -                    | -                    | -             | -             | -             | 33     | 0      |
| 2005–06               | «Кальярі»             | A                     | 32        | 0         | КІ                 | 4                  | 0                  | -                    | -                    | -                    | -             | -             | -             | 36     | 0      |
| 2006–07               | «Кальярі»             | A                     | 4         | 0         | КІ                 | 0                  | 0                  | -                    | -                    | -                    | -             | -             | -             | 4      | 0      |
| 2007–08               | «Кальярі»             | A                     | 18        | 0         | КІ                 | 2                  | 0                  | -                    | -                    | -                    | -             | -             | -             | 20     | 0      |
| 2008–09               | «Кальярі»             | A                     | 22        | 0         | КІ                 | 1                  | 0                  | -                    | -                    | -                    | -             | -             | -             | 23     | 0      |
| 2009–10               | «Кальярі»             | A                     | 30        | 0         | КІ                 | 0                  | 0                  | -                    | -                    | -                    | -             | -             | -             | 30     | 0      |
| 2010–11               | «Кальярі»             | A                     | 36        | 2         | КІ                 | 0                  | 0                  | -                    | -                    | -                    | -             | -             | -             | 36     | 2      |
| 2011–12               | «Кальярі»             | A                     | 34        | 0         | КІ                 | 2                  | 0                  | -                    | -                    | -                    | -             | -             | -             | 36     | 0      |
| Усього за «Кальярі»   | Усього за «Кальярі»   | Усього за «Кальярі»   | 176       | 2         |                    | 9                  | 0                  |                      | -                    | -                    |               | -             | -             | 185    | 2      |
| 2012-січ. 2013        | «Дженоа»              | A                     | 14        | 0         | КІ                 | 1                  | 0                  | -                    | -                    | -                    | -             | -             | -             | 15     | 0      |
| січ.-черв. 2013       | «Аталанта»            | A                     | 12        | 0         | КІ                 | 0                  | 0                  | -                    | -                    | -                    | -             | -             | -             | 12     | 0      |
| 2013-січ. 2014        | «Аталанта»            | A                     | 8         | 0         | КІ                 | 1                  | 0                  | -                    | -                    | -                    | -             | -             | -             | 9      | 0      |
| Усього за «Аталанту»  | Усього за «Аталанту»  | Усього за «Аталанту»  | 20        | 0         |                    | 1                  | 0                  |                      | -                    | -                    |               | -             | -             | 21     | 0      |
| січ.-черв. 2014       | «К'єво»               | A                     | 6         | 0         | КІ                 | 0                  | 0                  | -                    | -                    | -                    | -             | -             | -             | 6      | 0      |
| 2014                  | «Токіо»               | Джей-Л                | 3         | 0         | КДжЛ+КІ            | 0+1                | 0                  | -                    | -                    | -                    | -             | -             | -             | 4      | 0      |
| 2015                  | «Токіо»               | Джей-Л                | 7         | 0         | КДжЛ+КІ            | 1+0                | 0                  | -                    | -                    | -                    | -             | -             | -             | 8      | 0      |
| Усього за «Токіо»     | Усього за «Токіо»     | Усього за «Токіо»     | 10        | 0         |                    | 2                  | 0                  |                      | -                    | -                    |               | -             | -             | 12     | 0      |
| 2015–16               | «Асколі»              | B                     | 25        | 0         | КІ                 | 0                  | 0                  | -                    | -                    | -                    | -             | -             | -             | 25     | 0      |
| 2016-січ. 2017        | «Парма»               | ЛП                    | 21        | 0         | КІ-ЛП              | 0                  | 0                  | -                    | -                    | -                    | -             | -             | -             | 21     | 0      |
| січ.-черв. 2017       | «Кремонезе»           | ЛП                    | 13        | 1         | КІ+КІ-ЛП           | 0+0                | 0                  | -                    | -                    | -                    | СЛП           | 1             | 0             | 14     | 1      |
| 2017–18               | «Кремонезе»           | B                     | 36        | 1         | КІ                 | 2                  | 0                  | -                    | -                    | -                    | -             | -             | -             | 38     | 1      |
| Усього за «Кремонезе» | Усього за «Кремонезе» | Усього за «Кремонезе» | 49        | 2         |                    | 2                  | 0                  |                      | -                    | -                    |               | 1             | 0             | 52     | 2      |
| 2018–19               | «Феральпізало»        | C                     | 19+1      | 0         | КІ+КІ-C            | 2+0                | 0                  | -                    | -                    | -                    | -             | -             | -             | 22     | 0      |
| серп.-груд. 2019      | «Перголеттезе»        | C                     | 12        | 1         | КІ-C               | 0                  | 0                  | -                    | -                    | -                    | -             | -             | -             | 12     | 1      |
| Усього за кар'єру     | Усього за кар'єру     | Усього за кар'єру     | 370+3     | 5         |                    | 19                 | 0                  |                      | -                    | -                    |               | 1             | 0             | 393    | 5      |